# Plagiogonus burgaltaicus
Plagiogonus burgaltaicus är en skalbaggsart som beskrevs av Csiki 1901. Plagiogonus burgaltaicus ingår i släktet Plagiogonus och familjen Aphodiidae. Inga underarter finns listade i Catalogue of Life.